# الألعاب الأولمبية الصيفية 2028
دورة الألعاب الأولمبية الصيفية 2028، المَعروفَة رسميًا بِاِسم دَورَة الأَلعَاب الأوليمبية الرابعة والثَّلَاثُون، هُو حدث رياضي دولي قادم، من المقرر عقده في الفَترَة من 21 يوليو إلى 6 أغسطس 2028، في مَدِينَة لوس أنجلوس، كاليفورنيا، الوَلاَيات المتَّحدة.
كَان من المقرر في الأصل أن تبدأ عَمَلِية تَقديم العطاءات الخاصّة بِالمدينة المضيفة لعام 2028 في عام 2019، والإعلان عَن العطاء الفائز في جلسة اللجنة الأولمبية الدوليَّة في مُنتَصَف عام 2021. وَبَعد انسحاب عدد من المُدن من تَقديم العطاءات لدورة الأَلعَاب الأولمبية الشَّتوِيَّة 2022،  ودورة الألعاب الأولمبية الصيفية 2024،  قرَّرت اللجنة الأولمبية الدولية (IOC) في يوليو 2017 أن تمنح تَنظِيم تَقديم عطاءات دورتي 2024 و2028 بشكل مُشتَرَك،  وَفِي 31 يوليو 2017 تم التوصل إلى اتفاق يقضي بِمُوجِبِه تَقديم لوس أنجلوس عطاء لاستضافة ألعاب 2028 بتمويل إضافي قدره 1.8 مِليار دُولَار من اللجنة الأولمبية الدوليَّة،  ممَّا مهد الطريق لاستضافة باريس لألعاب 2024، وأعلنت اللجنة رسميًا عَن الفائزين في كلتا المَدِينَتَين في الدَّورَة الـ 131 للجنة الأولمبية الدوليَّة المُنعقدة في مَدِينَة ليما عاصمة بيرو في 13 سبتمبر 2017. وأشادت اللجنة الأولمبية الدوليَّة بعرض لوس أنجلوس لاستخدامه عدد قياسي من المرافق الحاليَّة والمؤقتة ولاعتماده على تمويل الشَّرِكَات بشكل كامل.
ستكون هَذِه هي المرة الثالثة الَّتِي تستضيف فِيهَا لوس أنجلوس دَورَة الأَلعَاب الأولمبية الصيفية، ممَّا يجعلها أول مَدِينَة في أَمرِيكا الشماليَّة تتبع خطى لندن (1908 و1948 و2012) وباريس (1900 و1924 و2024) في استضافة الأَلعَاب ثلاث مرات، وستكون الأَلعَاب الأولمبية الصيفية الخامسة الَّتِي تستضيفها الوَلاَيات المتَّحدة، بَعد ألعاب سانت لويس 1904، ولوس أنجلوس 1932، ولوس أنجلوس 1984، وأتلانتا 1996. وستكون هَذِه أيضًا رابع دَورَة ألعاب أولمبية تقام في ولاية كاليفورنيا، والأَلعَاب الأولمبية التَّاسِعَة الَّتِي تقام في الوَلاَيات المتَّحدة بشكل عام، بِمَا في ذَلِك أربعة أحداث شتوية في لِيك بلاسيد 1932 ووادي سكواو 1960 ولاكي بلاسيد 1980 وسَوَّلت لايك سيتي 2002.

## تقديم العطاءات
في 16 سبتمبر 2015 أَعلَنَت اللَّجنَة الأولمبية الدوليَّة عَمَلِيَّة الترشيح والمُدن الخُمُس المرشحة لألعاب 2024 وهي بودابست وهامبورغ ولوس أنجلوس وباريس وروما،  وانسحبت بودابست وهامبورغ وروما في النهاية، وَلَم يتبق سوى لوس أنجلوس وباريس، وَكَان قد حدث موقف مشابه أَثناء تَقديم العطاءات لدورة الأَلعَاب الأولمبية الشَّتوِيَّة لعام 2022 عَندَمَا انسحبت كراكوف ولفيف وأوسلو وستوكهولم، وَفِي النهاية أَعلَنَت اللَّجنَة أن بكين الفائزة، عقد مُؤتَمَر اللَّجنَة الأولمبية الدوليَّة في الدنمارك في 3 أبريل 2017، واجتمع المسؤولون الأولمبيون مَع لجان العطاءات من كلّ من لوس أنجلوس وباريس لمناقشة إِمكانِيَّة تسمية فائزين اثنين في المُنافسة لاستضافة دَورَة الأَلعَاب الأولمبية الصيفية 2024.
بَعد الانسحابات اجتمع المَجلِس التَّنفِيذِي للجنة الأولمبية الدوليَّة في لوزان السويسريَّة في 9 يونيو 2017، لمناقشة عَمَليّات العطاءات لدورتي 2024 و2028. واقترحت اللَّجنَة الأولمبية الدوليَّة رسمياً انتخاب المُدن المضيفة لعامي 2024 و2028 في نفس الوَقت من عام 2017، وَهُو اقتراح وَافَقت عليه جلسة استثنائيّة للجنة الأولمبية الدوليَّة في 11 يوليو 2017، في لوزان، أقامت اللَّجنَة الأولمبية الدوليَّة عَمَلِيَّة حيثُ عقدت لجنتي لوس أنجلوس وباريس 2024 واللَّجنَة الأولمبية الدوليَّة اِجتِمَاعَات في يوليو 2017 لتحديد المدينة الَّتِي ستستضيف في كلّ من العامين.
بَعد قرار مَنح ألعاب 2024 و2028 في وَقت وَاحِد، أَعلَنَت اللَّجنَة الأولمبية الدوليَّة في 31 يوليو 2017 أن لوس أنجلوس هي المرشح الوحيد لعام 2028، ممَّا سمح لباريس بالتأكد من أنَّها الدَّولَة المضيفة لعام 2024، وَفِي 11 أغسطس 2017 صوت مَجلِس مَدِينَة لوس أنجلوس بالإجماع للموافقة على العرض. وتلقت لوس أنجلوس المُوافقة الرسميَّة من لَجنَة التقييم التَّابِعَة للجنة الأولمبية الدوليَّة في 11 سبتمبر 2017. ومُنحت لوس أنجلوس رسميًا دَورَة ألعاب 2028 بَعد تصويت بالإجماع من قَبل اللَّجنَة الأولمبية الدوليَّة في 13 سبتمبر 2017.
في 16 أكتوبر 2017 تلقت لوس أنجلوس 2028 دعمًا رسميًا من ولاية كاليفورنيا،  وَفِي 29 أغسطس 2018 انتقل مسؤولون أولمبيون لزيارة لوس أنجلوس تستغرق يومين، وتَضمّنَت لقاءات مَع منظمين محليين وجولة في أحدث أَمَاكِن المدينة. وَفِي 9 أكتوبر 2018 أَصَدَرَت مَجمُوعَة تُسمى «أولمبياد لوس أنجلوس» نتائج اِستِطلاع أشارَ إلى أن 45 بالمائة من المُشاركين من مقاطعة لوس أنجلوس و47 بالمائة من جَمِيع أنحاء كاليفورنيا يعارضون إقامَة دَورَة الأَلعَاب الصيفية لعام 2028 في لوس أنجلوس. وَمَع ذَلِك أشارت استطلاعات الرأي الَّتِي أجرتها لويولا ماريمونت ولوس انجلوس تايمز إلى أن أَكثَر من 88 بالمائة من سكان لوس أنجلوس يؤيدون استضافة المدينة لِلأَلعَاب الأولمبية والبارالمبية لعام 2028.
| المدينة    | البَلَد            | الأصوات  |
| ---------- | ---------------- | -------- |
| لوس أنجلوس | الولايات المتحدة | بالإجماع |

## التطوير والاستعدادات

### الإنشاءات والترميمات

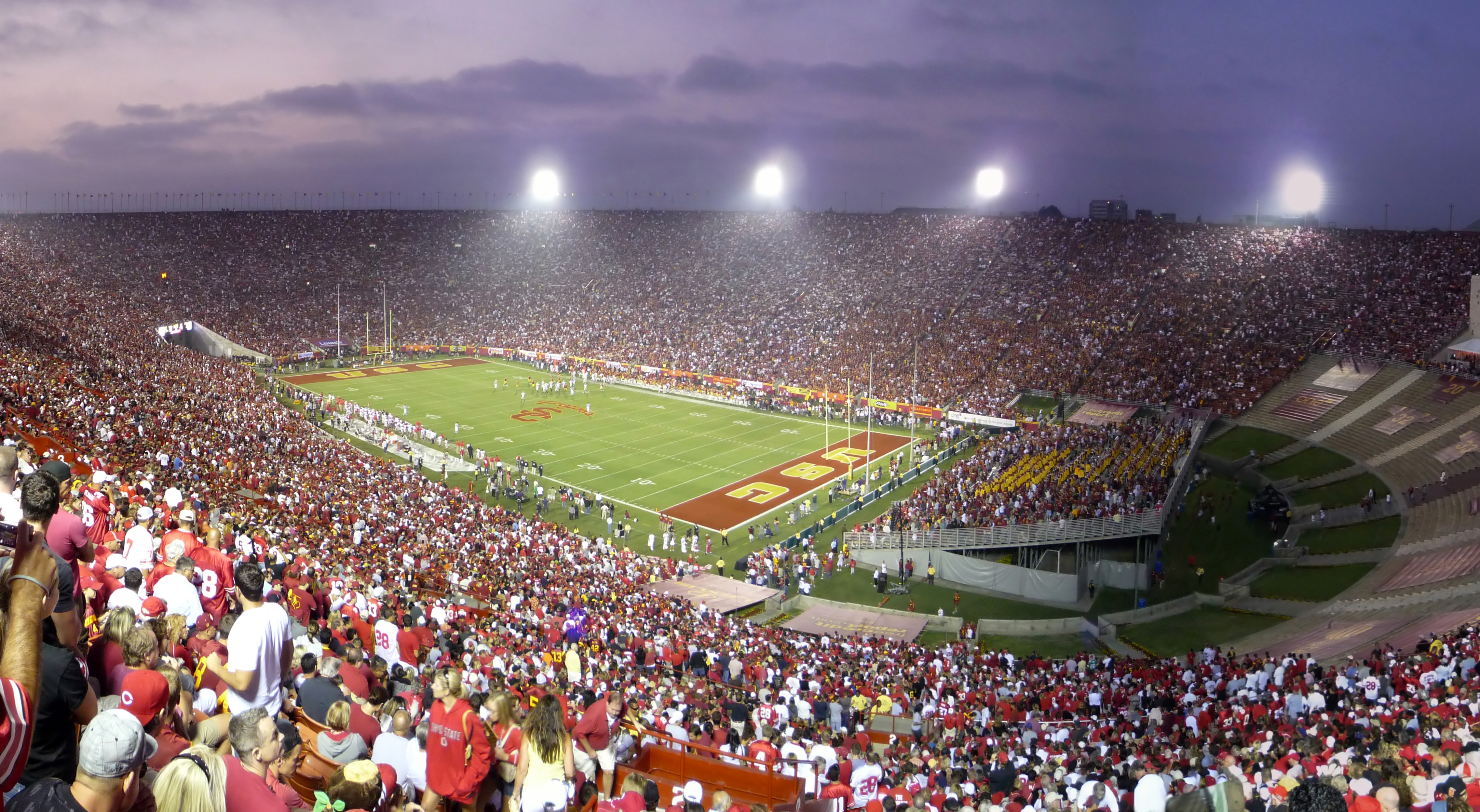
مدرج لوس أنجلوس التذكاري

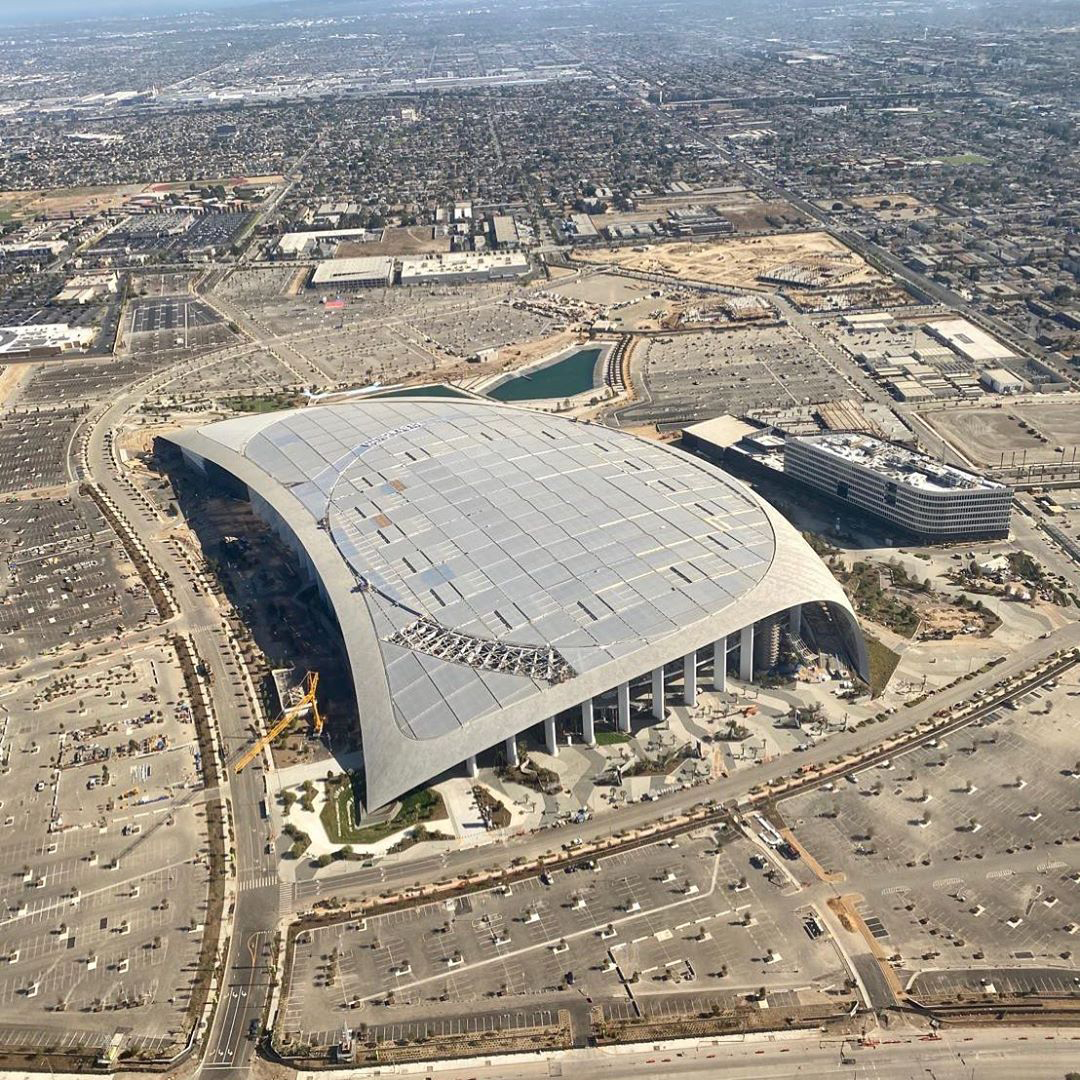
صورة جوية لاستاد سوفي في هوليوود بارك في 2020

حصلت لوس أنجلوس على أربع سنوات إِضافِيَة للتحضير لِلأَلعَاب الأولمبية، ممَّا منحها أحد عشر عامًا، وقد اعتمد عرض لوس أنجلوس على غالبية الأماكن الموجُودة وأماكن أُخرى قيد الإِنشاء بِالفِعل، أو تم التخطيط لَهَا مسبقًا، سيستضيف ملعب بنك كاليفورنيا الَّذِي اِفتَتَح في 2018 العديد من الأَحدَاث، وسيستضيف ملعب صوفي الَّذِي اِفتَتَح في عام 2020 حفلِ الافتتاح، وأحداث كُرَة القدم، والرماية.
خضع مدرج لوس أنجلوس التذكاري لِبَرنامَج تَجدِيد وترميم كَبِير من 2017 إلى 2019،  وتمَّ تركيب صُندُوق جَدِيد للصحافة وصناديق تسجيل ومقاعد للأندية،  وأدى ذَلِك لخفض سعة المَلعَب من 93607 إلى 78467 مقعد،  وتشمل التجديدات المستقبليَّة إعادة تركيب مضمار لألعاب القوى.

### البنية التحتية

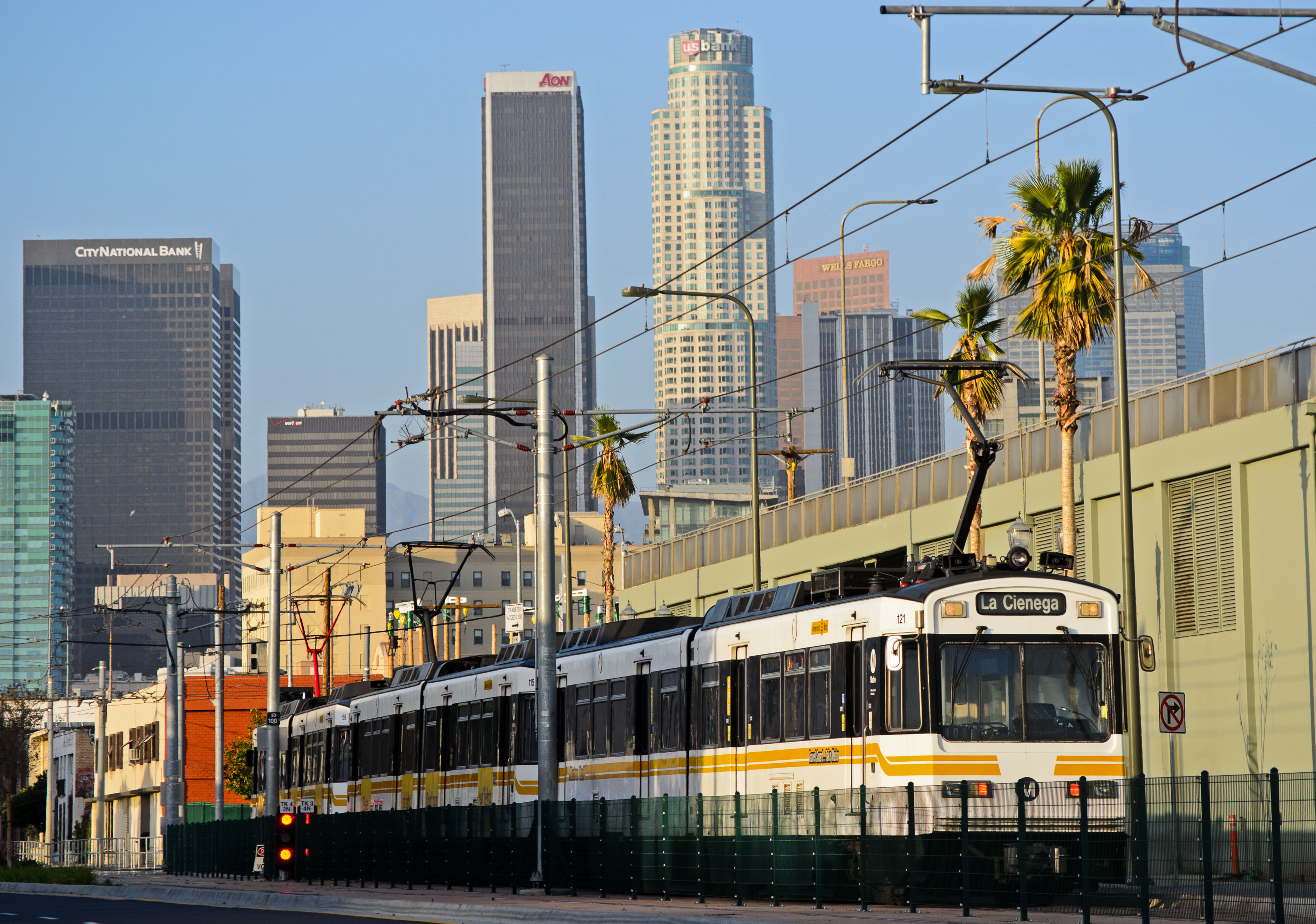
قطار مترو "إي لاين" وسط مدينة لوس أنجلوس

حدد عمدة المدينة إريك جيرسيتي مُبَادَرَة «28 بحلول عام 28» لإكمال 28 مشروعًا للبنية التحتية للنقل قَبل بدء الأَلعَاب في 2028،  وكانت معظمها بَدَأت بِالفِعل مراحل التخطيط، وستحظى بأولوية سريعة، بينما تمت برمجة العديد من المشاريع الجَدِيدَة مَع المُبادرة.
كَان من المتوقع اِفتِتاح مَشرُوع القطار الخفيف واستكماله بالكَامِل بحلول عام 2021، وتأجل ذَلِك إلى أواخر عام 2022، 
تم التخطيط لإجراء تحسينات للبنية التحتية المُختَلِفَة قَبل النَّظَر في نتيجة عرض لوس أنجلوس الأولمبي، وسيتم الإسراع بتمديد «خط مترو دي» لخدمة أولمبياد 2028، وتمَّ إِنشاء ثلاث مراحل لتوسيع الخط، بحيث تمتد المَرحَلَة الأولى الخط دي من محطّة «ويلشير/ويسترن» إلى محطّة «ويلشير/لَا سينيجا» الجَدِيدَة، ومن المقرر اكتمال هَذِه المَرحَلَة بحلول عام 2023، بينما ستمتد المَرحَلَة الثانيَّة من ل«اين دي» إلى «سينشري سيتي» بحلول عام 2025، بينما تمتد المَرحَلَة الثالثة والأخيرة الخط إلى مَركَز «مَركَز ويست لوس انجليس فيرجينيا الطبي» في وست وود في 2026، وستشمل المَرحَلَة الثالثة إِنشاء محطّة مجاورة لحرم جامعة كاليفورنيا حيثُ تربط القرية الأولمبية و«بولي بافيليون» بأماكن في وَسَط مَدِينَة لوس أنجلوس.

### الميزانية
أعلن منظمو الأَلعَاب الأولمبية الصيفية 2028 أن ميزانية الدّورَة ستبلغ 6,1 مِليار يورو (6,9 مِليار دولار)، متعهدين بِعَدَم تخطي سقف الميزانيَّة الجَدِيدَة بخلاف مَا حصل في نَسِخّ سابقة، وتَزيد الميزانيَّة عَن الميزانيَّة المُحددة في ملف الترشيح الّتِي بَلَغَت 5,3 مِليار دُولَار، بَعد الأخذ بالتضخم الماليّ المُحتَمَل على مدى العقد المقبل.

## الأماكن
بموجب سياسة اللَّجنَة الأولمبية الدوليَّة الحاليَّة، لن يُسمح للأماكن الَّتِي لَهَا حُقوق تسمية الشَّرِكَات بِاستخدام اسمها المدعوم خِلال الأولمبياد.

### حدائق رياضية
تستضيف أربع «حدائق رياضية» في جَمِيع أنحاء المدينة أحداث الأَلعَاب الأولمبية في الأماكن الحاليَّة والمؤقتة والمخطط لَهَا، بِالإضافة إلى الأماكن قيد الإِنشاء، وتُعد «حَدِيقَة داون تاون الرياضية» أبرزها، وسيستضيف «متنزه وَسَط المدينة الرياضي» أحداثًا تَشمَل السبَّاحة والغوص وكرة القدم وكرة الريشة وركوب الدرَّاجات على الطرق والملاكمة والمُبارزة والتايكواندو ورفع الأثقال وكرة السلة في قاعة مَدِينَة لوس أنجلوس وغراند بارك ومركز مؤتمرات لوس أنجلوس ومركز ستابلز ونصب لوس أنجلوس التذكاري وحرم جامعة جَنُوب كاليفورنيا، وستستضيف «حَدِيقَة داون تاون الرياضية» أحداث رياضية والمَركَز الصحفي الرَئِيسيّ والقرية الإعلاميَّة والفنادق الأولمبية العائليّة، وستكون مكانًا لحفل الافتتاح والختام.
تَشمَل المتنزّهات الرياضية الإضافيَّة حَدِيقَة الوادي الرياضية ومنتزه ساوث باي الرياضي ومنتزه لونج بيتش الرياضي.
|  |  |  |  |  |

### حَدِيقَة الوادي الرياضية
تستضيف حَدِيقَة الوادي الرياضية الأَحدَاث في أَمَاكِن مؤقتة في مَركَز استجمام حوض سيبولفيدا في وادي سان فرناندو.
| المكان              | الأَحدَاث             | السعة | الحالَة      |
| ------------------- | ------------------- | ----- | ----------- |
| حَدِيقَة حوض سيبولفيدا | سباق التعرج بالزورق | 8000  | مخطط لبنائه |
| حَدِيقَة حوض سيبولفيدا | الفُروسِية            | 15000 | مؤقت        |
| حَدِيقَة حوض سيبولفيدا | الرماية             | 3000  | مؤقت        |

### حَدِيقَة ساوث باي الرياضية

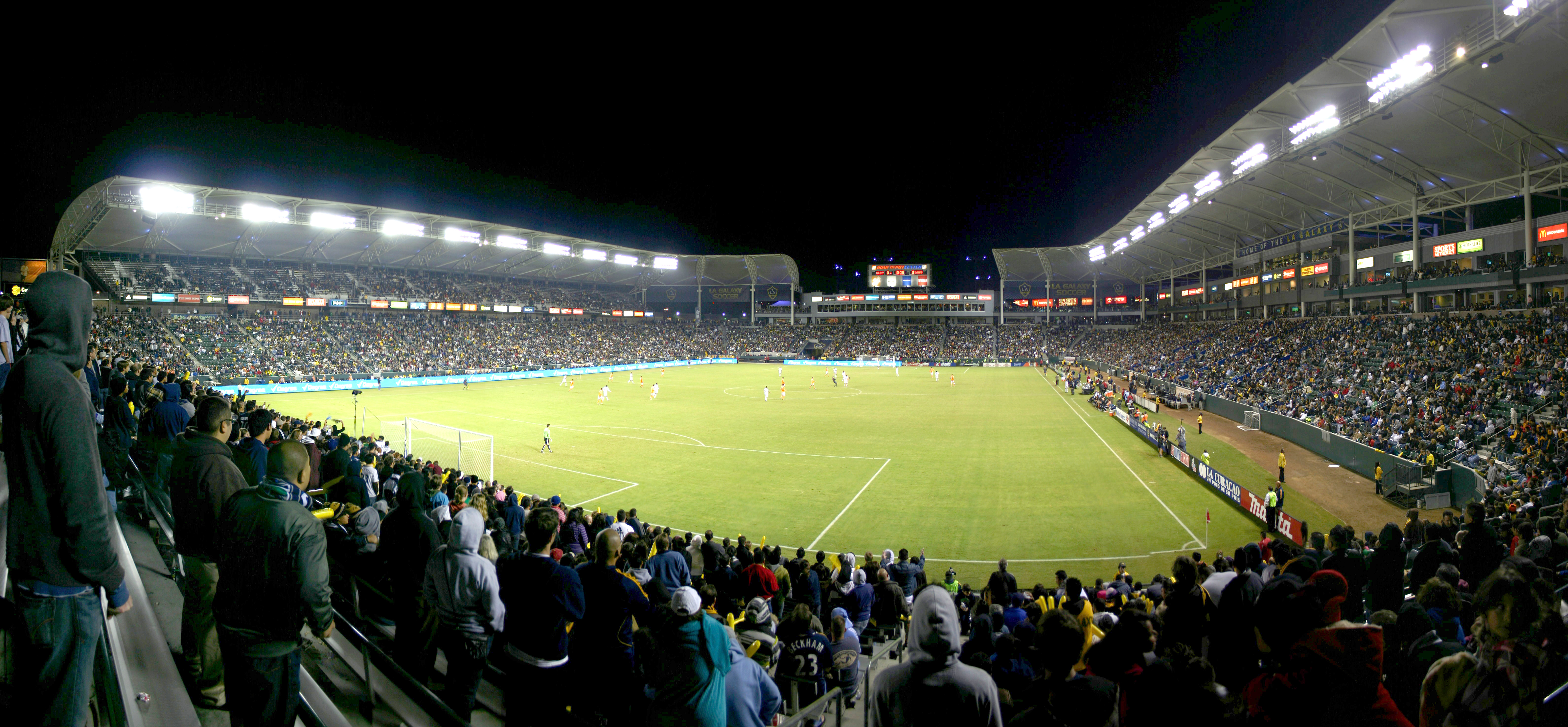
مركز الكرامة الصحي الرياضي

تَقع حَدِيقَة ساوث باي الرياضية في حرم جامعة ولاية كاليفورنيا دومينجيز هيلز في كارسون بكاليفورنيا.
| المكان                                     | الأَحدَاث                            | السعة                                | الحالَة |
| ------------------------------------------ | ---------------------------------- | ------------------------------------ | ------ |
| ستاب هاب سنتر - المَلعَب الرَئِيسيّ             | كُرَة القدم الامريكية                | 30000                                | جاهز   |
| ستاب هاب سنتر - المَلعَب الرَئِيسيّ             | الخماسي الحديث (باستثناء المبارزة) | 30000                                | جاهز   |
| حَدِيقَة الكرامة الصحيّة الرياضية - مَلعَب التنس | التنس                              | 10000                                | جاهز   |
| ستاب هاب سنتر - مرفق المضمار والمَيدَان      | الهوكي                             | 15000 (حقل ابتدائي) 5000 (حقل ثانوي) | جاهز   |
| مَركَز فيلو الرياضي                          | مسار الدرَّاجات                      | 6000                                 | جاهز   |
| مَركَز فيلو الرياضي                          | الخماسي الحديث (سياج)              | 6000                                 | جاهز   |

### حَدِيقَة لونج بيتش الرياضية

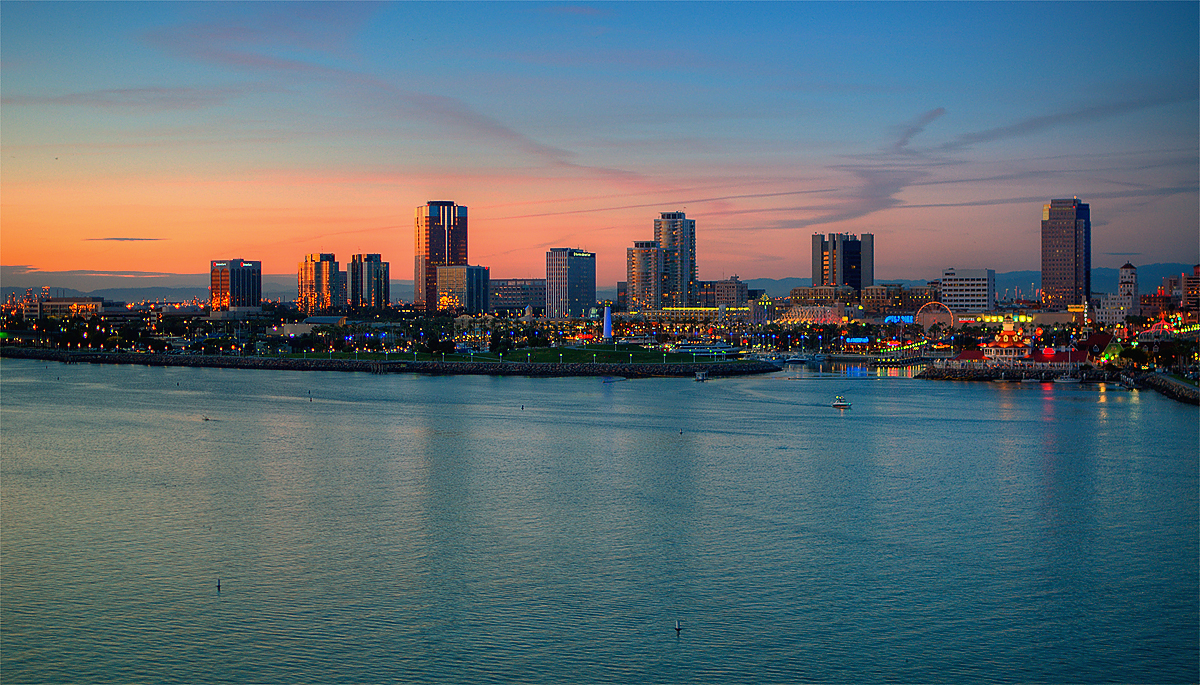
لونج بيتش

ستضيف «لونج بيتش سبورتس بارك» أحداثًا في مواقع في لونج بيتش أرينا، وعلى طُول واجهة لونج بيتش البحريَّة في لونج بيتش بكاليفورنيا.
| المكان                                 | الأَحدَاث                    | السعة | الحالَة |
| -------------------------------------- | -------------------------- | ----- | ------ |
| لونج بيتش ووترفرونت                    | سباقات البي ام اكس         | 6000  | مؤقت   |
| لونج بيتش ووترفرونت                    | كُرَة الماء                  | 8000  | مؤقت   |
| لونج بيتش ووترفرونت                    | الترياتلون                 | 2000  | جاهز   |
| لونج بيتش ووترفرونت                    | السبَّاحة في المياه المَفتوحة | 2000  | جاهز   |
| مَلعَب لونج بيتش                         | كُرَة اليد                   | 12000 | جاهز   |
| رصيف بيلمونت التذكاري لقدامى المُحاربين | إبحار                      | 6000  | جاهز   |

### ويست سايد
أَمَاكِن مختلفة في ويست سايد في لوس أنجلوس كاليفورنيا.

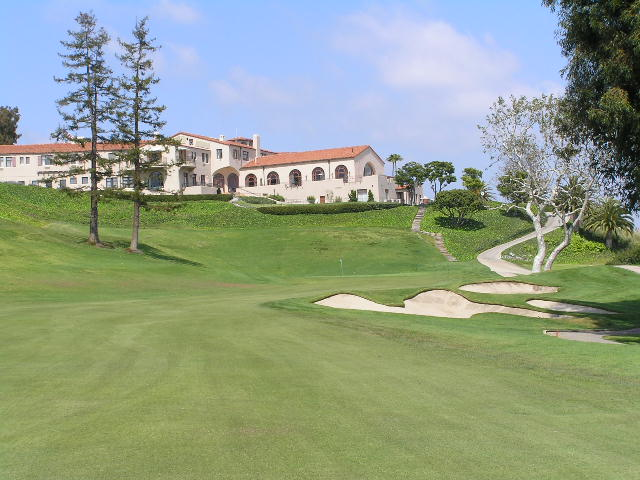
ريفيرا كونتري كلوب

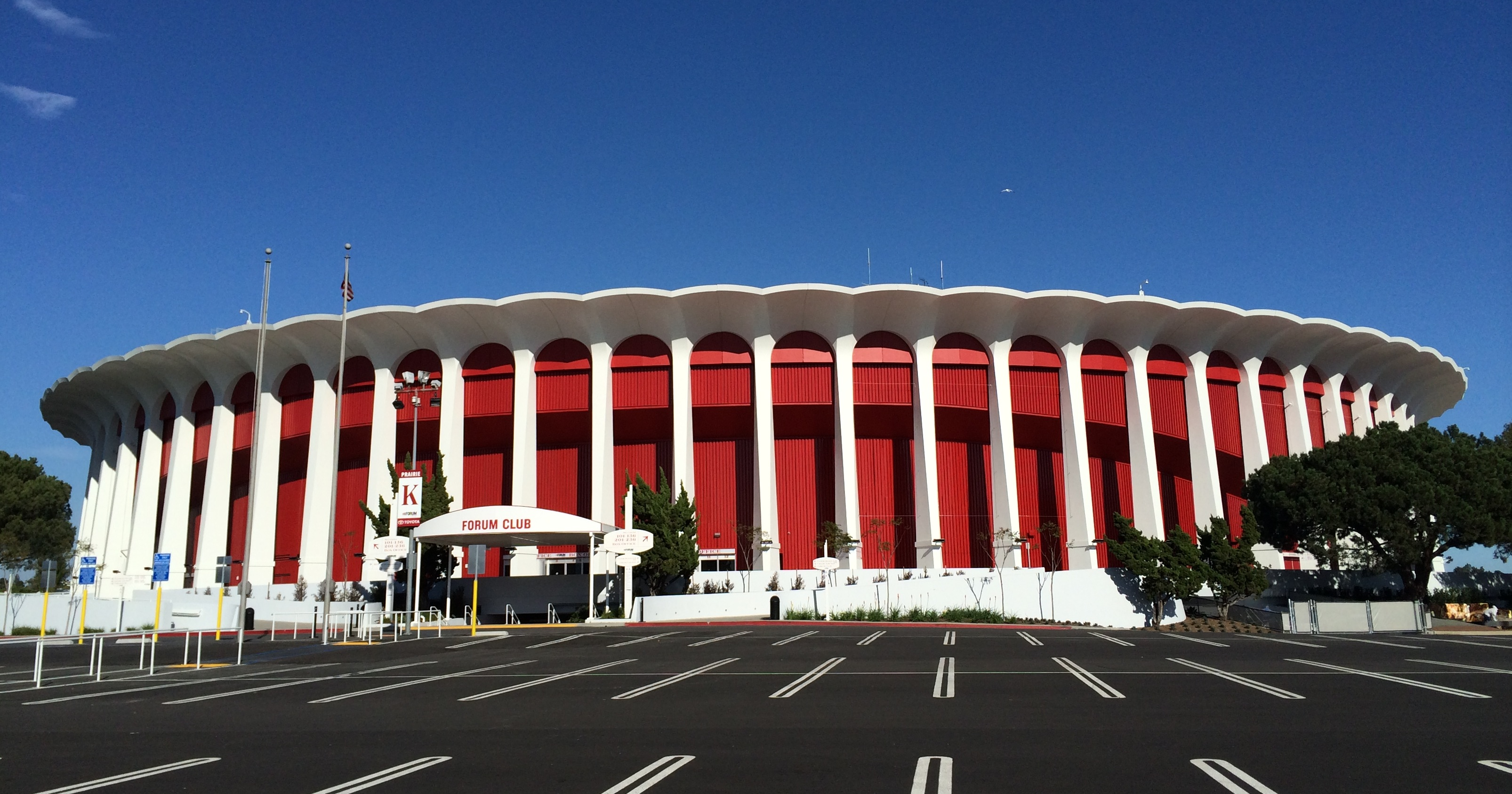
المنتدى

| المكان                                | الأَحدَاث                                                 | السعة          | الحالَة |
| ------------------------------------- | ------------------------------------------------------- | -------------- | ------ |
| شاطئ ولاية سانتا مونيكا وشاطئ فينيسيا | الكرة الطائرة الشاطئيَّة                                  | 12000          | مؤقت   |
| شاطئ ولاية سانتا مونيكا وشاطئ فينيسيا | التزلج                                                  | 10000          | جاهز   |
| شاطئ ولاية سانتا مونيكا وشاطئ فينيسيا | ركوب الأمواج                                            | 8000           | جاهز   |
| شاطئ ولاية سانتا مونيكا وشاطئ فينيسيا | كُرَة سلة 3x3                                             | -              | جاهز   |
| ريفيرا كونتري كلوب                    | الجولف                                                  | 30000          | جاهز   |
| جامعة كاليفورنيا                      | القرية الأولمبية ومركز تدريب القرية الأولمبية           |                | جاهز   |
| باولي بافيليون بجامعة كاليفورنيا      | المصارعة                                                | 12500          | جاهز   |
| باولي بافيليون بجامعة كاليفورنيا      | الجودو                                                  | 12500          | جاهز   |
| ملعب صوفي                             | مراسم الافتتاح / الختام                                 | 70000 - 100000 | جاهز   |
| ملعب صوفي                             | كُرَة القدم (ربع نهائي رجال، نصف نهائي سيدات، نهائي رجال) | 70000 - 100000 | جاهز   |
| ملعب صوفي                             | الرماية                                                 | 8000           | جاهز   |
| المنتدى                               | رياضة بدنية                                             | 17000          | جاهز   |

### أَمَاكِن جَنُوب كاليفورنيا

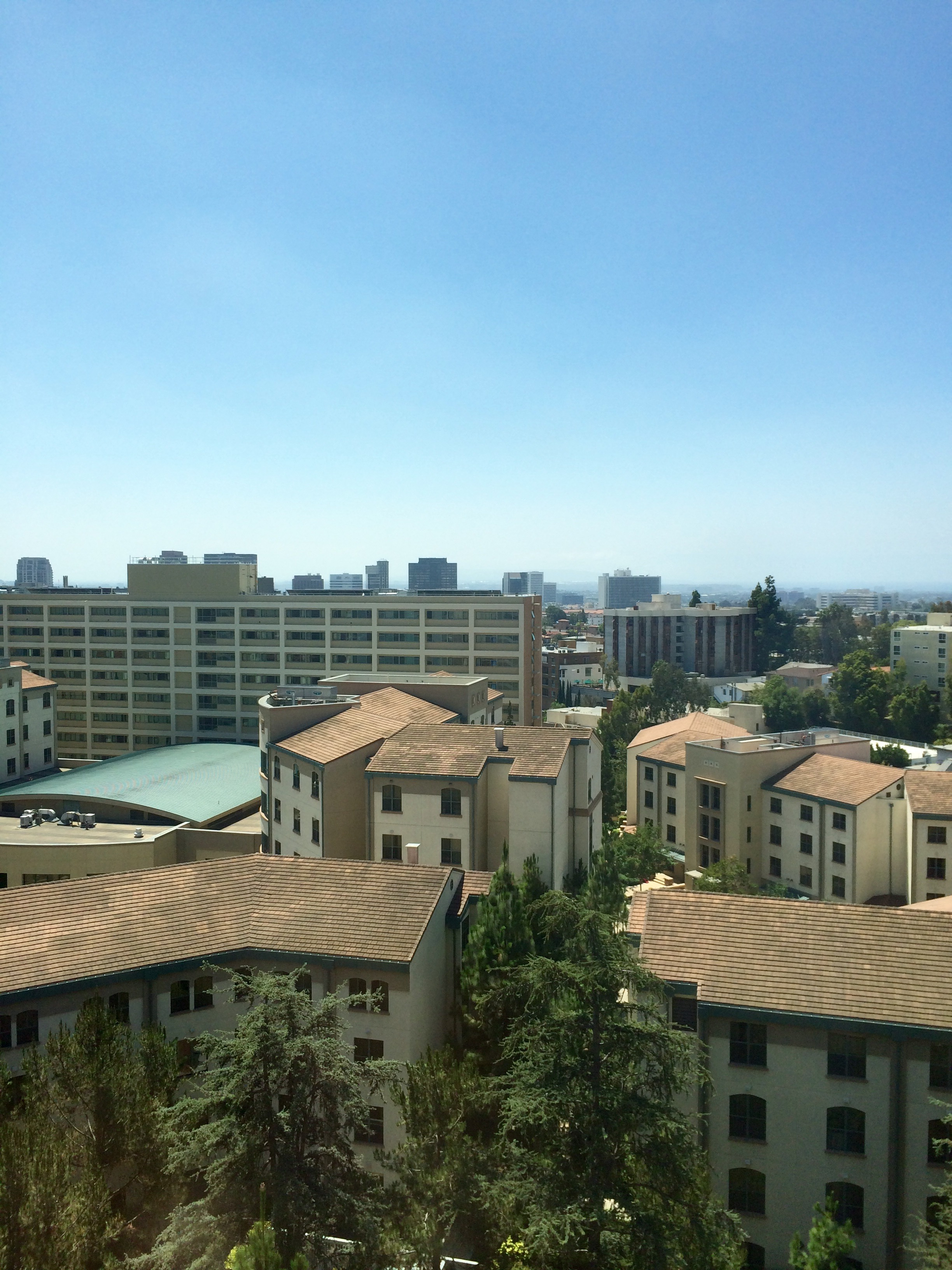
موقع سكن طلاب جامعة كاليفورنيا في لوس أنجلوس بالقرية الأولمبية

| المكان                             | الموقع          | الأَحدَاث                                                                      | السعة | الحالَة |
| ---------------------------------- | --------------- | ---------------------------------------------------------------------------- | ----- | ------ |
| ملعب روز بول                       | باسادينا        | كُرَة القدم (ربع نهائي سيدات، نصف نهائي رجال، نهائي سيدات، المَركَز الثالث رجال) | 92000 | جاهز   |
| بحيرة بيريس                        | مقاطعة ريفرسايد | سباق الزورق                                                                  | 12000 | جاهز   |
| بحيرة بيريس                        | مقاطعة ريفرسايد | التجديف                                                                      | 12000 | جاهز   |
| منتزه فرانك جي بونيلي الإقلِيميّ     | سان ديماس       | ركوب الدرَّاجات الجبلية                                                        | 3000  | مؤقت   |
| مَلعَب دودجر                         | لوس أنجلوس      | بيسبول/سوفتبول                                                               | 56000 | جاهز   |
| إنجل ستوديوم                       | أنهايم          | بيسبول/سوفتبول                                                               | 45000 | جاهز   |
| مَركَز هوندا                         | أنهايم          | الكرة الطائرة                                                                | 18000 | جاهز   |
| مَركَز مؤتمرات أنهايم                | أنهايم          | الكرة الطائرة                                                                | 6000  | جاهز   |
| كي إن بي سي/ يونيفرسال ستوديوز لوت | يونيفرسال سيتي  | مَركَز البث الدوليّ / MPC                                                       | -     | جاهز   |

### ملاعب كُرَة القدم محتملة

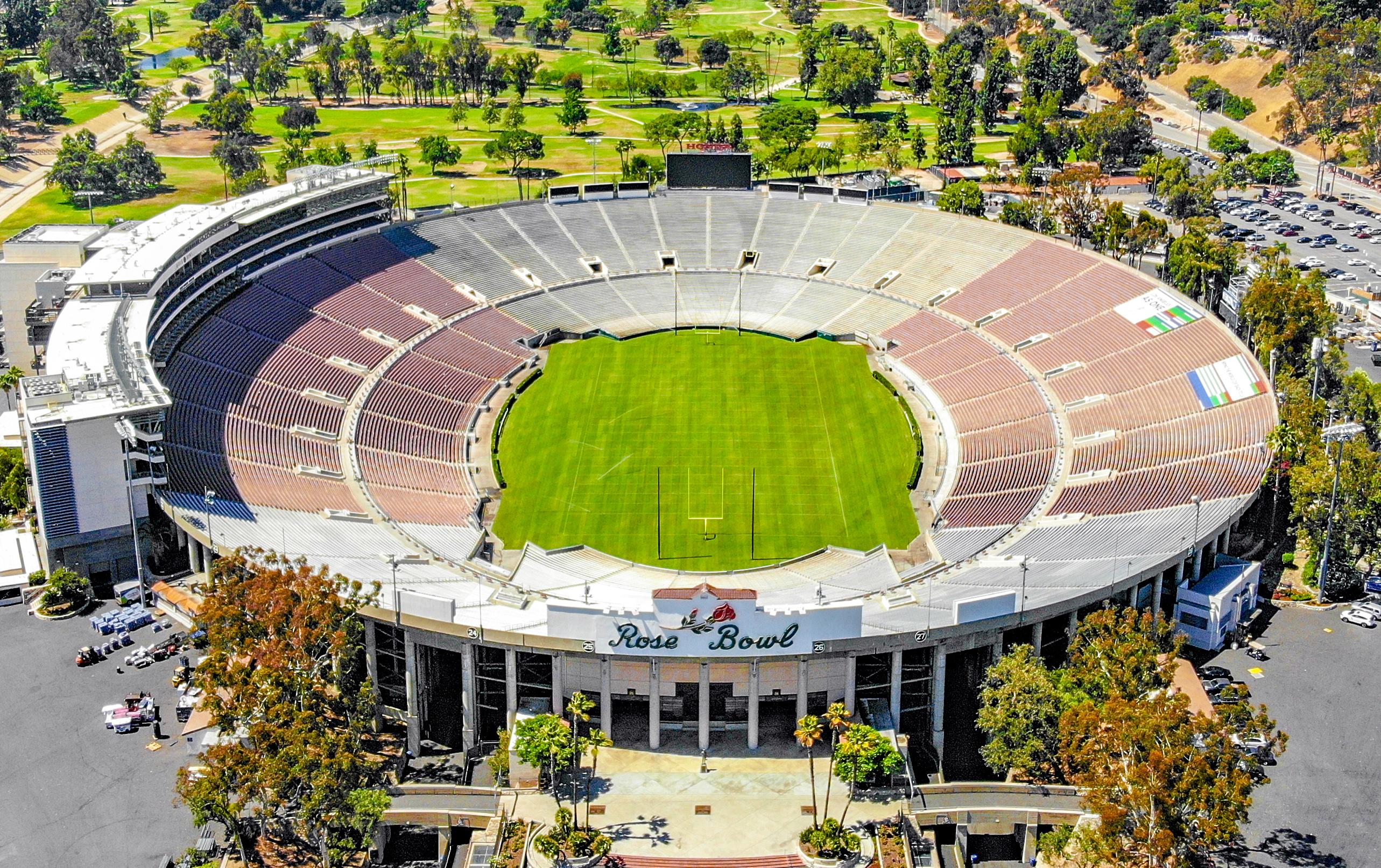
روز بول

وفقًا لكتاب العطاء الأولي لأولمبياد لوس أنجلوس 2024، من المقرر أن تكون ملاعب كُرَة القدم داخل مِنطَقَة لوس أنجلوس الحضريّة ومدن رئيسيَّة أُخرى في كاليفورنيا، وتتمثّل مسؤولية اللَّجنَة المنظَّمة في الاختيار من أربعة إلى ستة أَمَاكِن لاستضافة البُطولة، ووفقًا للموقع الرسميّ للجنة المنظَّمة المحَلِية يوحد ثمانية أَمَاكِن قيد الدراسة جميعها داخل ولاية كاليفورنيا.
الأماكن المُحتملة في مقاطعة لوس أنجلوس:
- ملعب روز بول في باسادينا (السعة: 92.542) - 3 مباريات جماعية، ربع النهائي، نصف النهائي، ونهائي سيدات.
- ملعب صوفي في إنجليوود (72000) - 3 مباريات جماعية، ربع النهائي، نصف النهائي، ونهائي رجال.
- مَلعَب بانك أوف كاليفورنيا في إكسبوزيشن بارك (22000) - 8 مباريات جماعية.

الأماكن المُحتملة في منطقة خليج سان فرانسيسكو:
- ملعب ليفاي في سانتا كلارا (68500) - 5 مباريات جماعية، ربع النهائي، ومباراة الميدالية البرونزية للرجال.
- مَلعَب كاليفورنيا ميموريال في بيركلي (63.000) ـ 8 مباريات جماعية.
- ملعب ستانفورد في ستانفورد (50000) - 5 مباريات جماعية، ربع النهائي، ومباراة الميدالية البرونزية للسيدات.
- باي بال بارك في سان خوسيه (20000) - 8 مباريات جماعية.

الأماكن المُحتملة في مقاطعة سان دييغو:
- مَلعَب أزتيك الجَدِيد في سان دييغو (35.000) - 8 مباريات جماعية.

## الأَلعَاب
يتكون بَرنامَج الأَلعَاب الأولمبية الصيفية بموجب سِياسات اللَّجنَة الأولمبية الدوليَّة الحاليَّة من 28 رياضة «أَسَاسِيَّة»، مَع إِمكانِيَّة شغل أَمَاكِن أُخرى بدعم من اللَّجنَة الأولمبية الدوليَّة، واللَّجنَة المنظَّمة لتحسين الاهتمام المحليّ.
أَعلَنَت هَيئات مختلفة عَن خطط لمتابعة العطاءات الخاصّة بالرِياضَة لإضافتها إلى دَورَة الأَلعَاب الأولمبية الصيفية لعام 2028:
- صرح الاتحاد الدولي لكرة القاعدة والكرة اللينة (WBSC) أنَّه سيتابع لعبة البيسبول والكرة اللينة لعام 2028، بمساعدة شعبية البيسبول كرياضة رئيسيَّة في الوَلاَيات المتَّحدة. تم التخلي عَن الرِياضَة بَعد عام 2008 لكنّها عادت مرَّة واحدة في عام 2020.[43]
- في أغسطس 2021 أعلن المجلس الدولي للكريكيت (ICC) عَن إِنشاء مَجمُوعَة عَمَل لمتابعة لعبة الكريكيت في لوس أنجلوس 2028 وبريسبان 2032، ضمت المجمُوعة ممثلين من الوَلاَيات المتَّحدة، ومجلس الكريكيت الآسيوي، ومجلس إنجلترا وويلز للكريكيت (ECB)، وزمبابوي للكريكيت، كما حصل العطاء على دعم من مجلس مراقبة لعبة الكريكيت في الهند (BCCI).[44][45] وستقام منافسة الكريكيت في دَورَة ألعاب الكومنولث 2022 في برمنغهام، وتتألَّف من بطولة توينتي 20 الدوليَّة للسيدات.[46]
- يُخطط اِتِحَاد كُرَة القدم الأمريكيَّة (NFL)، والاتحاد الدولي لكرة القدم الأمريكية (IFAF) لدعم الإدراج المُقترح لكرة لكرة القدم العلم وَهُو شكل من أَشكَال عَدَم الاحتكاك في كُرَة القدم الأمريكيَّة.[47]

### الرياضات الأساسية
| \| - رياضات مائية - السبَّاحة الفنية (2) - التجديف (8) - سباحة (37) - كُرَة الماء (2) - النبالة (5) - ألعاب القوى (48) - الريشة الطائرة (5) - كُرَة السلة - كُرَة سلة (2) - 3x3 كُرَة سلة (2) - الملاكمة (13) \| - ركوب الكنو - تعرج (6) - سبرينت (10) - ركوب الدرَّاجات - دراجات بي أم أكس حرة (2) - سباق البي أم أكس (2) - ركوب الدرَّاجات الجبلية (2) الطريق (4) - المسار (12) - الفُروسِية - الترويض (2) - سباق الثلاثي (2) - قفز (2) \| - المُبارزة (12) - هوكي الحقل (2) - كُرَة القدم (2) - جولف (2) - الجمباز - ارتستيك (14) - إيقاعي (2) - ترامبولين (2) - كُرَة يد (2) - الجودو (15) - الخماسي الحديث (2) - التجديف (14) - سباعيات الرغبي (2) \| - الإبحار (10) - الرماية (15) - تنس الطاولة (5) - التايكوندو (8) - كُرَة المِضرَب (5) - الترياتلون (3) - الكرة الطائرة - داخلية (2) - شاطئية (2) - رفع الأثقال (10) - المصارعة - حرة (12) - يونانيَّة رومانيَّة (6) \| | | | |
| - رياضات مائية - السبَّاحة الفنية (2) - التجديف (8) - سباحة (37) - كُرَة الماء (2) - النبالة (5) - ألعاب القوى (48) - الريشة الطائرة (5) - كُرَة السلة - كُرَة سلة (2) - 3x3 كُرَة سلة (2) - الملاكمة (13) | - ركوب الكنو - تعرج (6) - سبرينت (10) - ركوب الدرَّاجات - دراجات بي أم أكس حرة (2) - سباق البي أم أكس (2) - ركوب الدرَّاجات الجبلية (2) الطريق (4) - المسار (12) - الفُروسِية - الترويض (2) - سباق الثلاثي (2) - قفز (2) | - المُبارزة (12) - هوكي الحقل (2) - كُرَة القدم (2) - جولف (2) - الجمباز - ارتستيك (14) - إيقاعي (2) - ترامبولين (2) - كُرَة يد (2) - الجودو (15) - الخماسي الحديث (2) - التجديف (14) - سباعيات الرغبي (2) | - الإبحار (10) - الرماية (15) - تنس الطاولة (5) - التايكوندو (8) - كُرَة المِضرَب (5) - الترياتلون (3) - الكرة الطائرة - داخلية (2) - شاطئية (2) - رفع الأثقال (10) - المصارعة - حرة (12) - يونانيَّة رومانيَّة (6) |

### الاحتفالات
في يناير 2017 أفيد بأنَّ لَجنَة العطاءات اقترحت عقد حفلي الافتتاح والختام في كلّ من «استاد صوفي»، و«مدرج لوس أنجلوس التذكاري التاريخيّ»، في اعتراف بدورهما في أولمبيادي 1932 و1984. ودعت الخطط لإطلاق المَرحَلَة الأخيرة من تتابع الشعلة بشكل احتفالي من «كولوسيوم»، وَهُو بث متزامن لحفل الافتتاح المُنَاسِب في «استاد صوفي»، وإعادة الإضاءة الاحتفالية للمرجل الأولمبي التاريخيّ في الاستاد. فيمَا سيعقد الحفل الختامي في الاِتِجَاه المعاكس حيثُ يُفتتح في استاد صوفي ويُنَقل إلى «كولوسيوم». ويُعتبر هَذَا الاقتراح غير مسبوق وسيكون بمثابة المرة الأولى الَّتِي يتم فِيهَا عرض مكانين رئيسيين في حفلي الافتتاح والختام، وَلَا تزال الخُطَّة النهائيَّة معلقة حتَّى موافقة اللجنة الأولمبية الدولية.

## التَسوِيق
في 1 سبتمبر 2020 كشفت اللَّجنَة المنظَّمة بلوس أنجلوس النقاب عَن شِعَار دَورَة الأَلعَاب الأولمبية الصيفية لعام 2028، والَّذِي يظهر فِيه الحرفان "LA" و"28" في مخطط مكدس، وقد صُمم حرف "A" في "LA" ليكون قابلاً للتبديل بمز تم إنشاؤها بالتَّعَاوُن مَع الرياضيين والفنّانين والمصمِمين والمشاهير وشخصيات أُخرى مِثل الموسيقار بيلي إيليش والمُمثِل الكوميدي الهندي الكندي ليلي سينغ والمُمثِلة ريز ويذرسبون. ورمز مُشتق من "Stars in Motion" شِعَار دَورَة الأَلعَاب الأولمبية الصيفية لعام 1984.
أوضح رَئِيس اللَّجنَة المنظَّمة كيسي واسرمان أن الرموز البديلة تهدف «لإظهار الإبداع الجَمَاعِي لمجتمعنا، والاحتِفَال بالتنوع الَّذِي يجعلنا أقوياء»، حيثُ إن المدينة «تتحدى الهوية الفردية»، وصرحت مديرة التَسوِيق إيمي جليسون أن الشعار صُمم «لِتَعزِيز اتصال أعمق مَع الجمهور الَّذِي سيكون في العشرينات والثلاثينيَّات من العمر عِند إقامَة الأَلعَاب.» 

## حُقوق البث
من المقرر أن تبث «إن بي سي يونيفرسال» أحداث الأولمبياد في الوَلاَيات المتَّحدة كجزء من الاتفاقيات طويلة الأَجَل مَع اللَّجنَة الأولمبية الدوليَّة حتَّى عام 2032،  ومن المقرر أن تكون «يونيفرسال ستوديوز لوت» مَركَز البث الدوليّ لِلأَلعَاب. وستعمل «إن بي سي يونيفرسال» مَع اللَّجنَة المنظَّمة على تنسيق مَبيعات رِعايَة الأَلعَاب، وسيتم التَروِيج لِشَرِكَة كومكاست باعتِبارها «شريكًا مؤسسًا» لِلأَلعَاب كجزء من اتفاقية رِعايَة متجددة مَع اللَّجنَة اللَّجنَة الأولمبية والبارالمبية الأمريكيَّة.
- Brazil – جروبو جلوبو.[57]
- China – مجموعة وسائل الإعلام الصينية.[58]
- Japan – كونسورتيوم اليابان.[59]
- North Korea – جاي تي بي سي.[60]
- South Korea – جاي تي بي سي.[60]
- United States – إن بي سي يونيفرسال.[54]